# Real Life (album de Magazine)
Pour les articles homonymes, voir Real Life.
Albums de Magazine
Secondhand Daylight
(1979)
Real Life est le premier album du groupe de rock britannique Magazine, publié en juin 1978 chez Virgin Records.

## Historique
L'album a été enregistré en avril 1978 aux Studios Abbey Road, produit par John Leckie et publié par le label Virgin Records.
Le single Shot by Both Sides a été déclaré le 20 avril 1978 meilleur disque de rock de l'année 1978 (the best rock & roll record of 1978, punk or otherwise) par le magazine américain Rolling Stone,.

## Titres

### Face 1
| No | Titre              | Durée |
| -- | ------------------ | ----- |
| 1. | Definitive Gaze    | 4:25  |
| 2. | My Tulpa           | 4:47  |
| 3. | Shot by Both Sides | 4:01  |
| 4. | Recoil             | 2:50  |
| 5. | Burst              | 5:00  |

### Face 2
| No | Titre                           | Durée |
| -- | ------------------------------- | ----- |
| 1. | Motorcade                       | 5:41  |
| 2. | The Great Beautician in the Sky | 4:56  |
| 3. | The Light Pours Out of Me       | 4:36  |
| 4. | Parade                          | 5:08  |

## Musiciens
- Howard Devoto : chant
- Barry Adamson : basse
- Dave Formula : claviers
- Martin Jackson : batterie
- John Doyle : batterie (pour la tournée)
- John McGeoch : guitare et saxophone